# USS Champion (1991)
USS Champion (MCM-4) (Nederlands: kampioen) was een Amerikaanse marineschip van de Avengerklasse. Het schip is zo ingericht dat het als mijnenveger en mijnenjager kan worden gebruikt. De Champion, gebouwd door Marinette Marine Corporation, Marinette, is het vierde schip bij de Amerikaanse marine met deze naam.

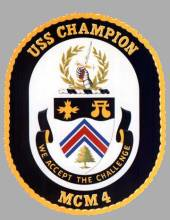
het wapen van de champion

De Champion was in 1999 betrokken bij het evacueren van Albanese Kosovaren uit Kosovo gedurende het gewapende conflict in Kosovo. Het schip was in de Middellandse Zee omdat het deel uitmaakte van een Internationale oefening op het gebied van mijnenbestrijding in de Middellandse Zee. Naast de Amerikaanse marine namen de marines van Italië, Frankrijk en Spanje deel aan deze oefening.